# РД-0110Р
РД-0110Р (14Д24) — жидкостный ракетный двигатель, работающий на керосине и жидком кислороде. Создан в КБХА для использования в качестве рулевого двигателя первой ступени ракеты-носителя «Союз-2.1в». Одной из задач двигателя является повышение тяговооружённости ракеты с целью увеличения массы выводимой в космос полезной нагрузки. Двигатель разработан, запущен в производство, испытан на стендах КБХА и доведён до стадии лётных испытаний за рекордно короткий для современной постсоветской промышленности России срок — три года и семь месяцев.
В конструкции рулевого двигателя РД-0110Р (Р - рулевой) с объединённой системой наддува баков питания компонентами топлива, в том числе и маршевого двигателя НК-33А, используются части агрегатов существующего двигателя РД-0110 (11Д55).

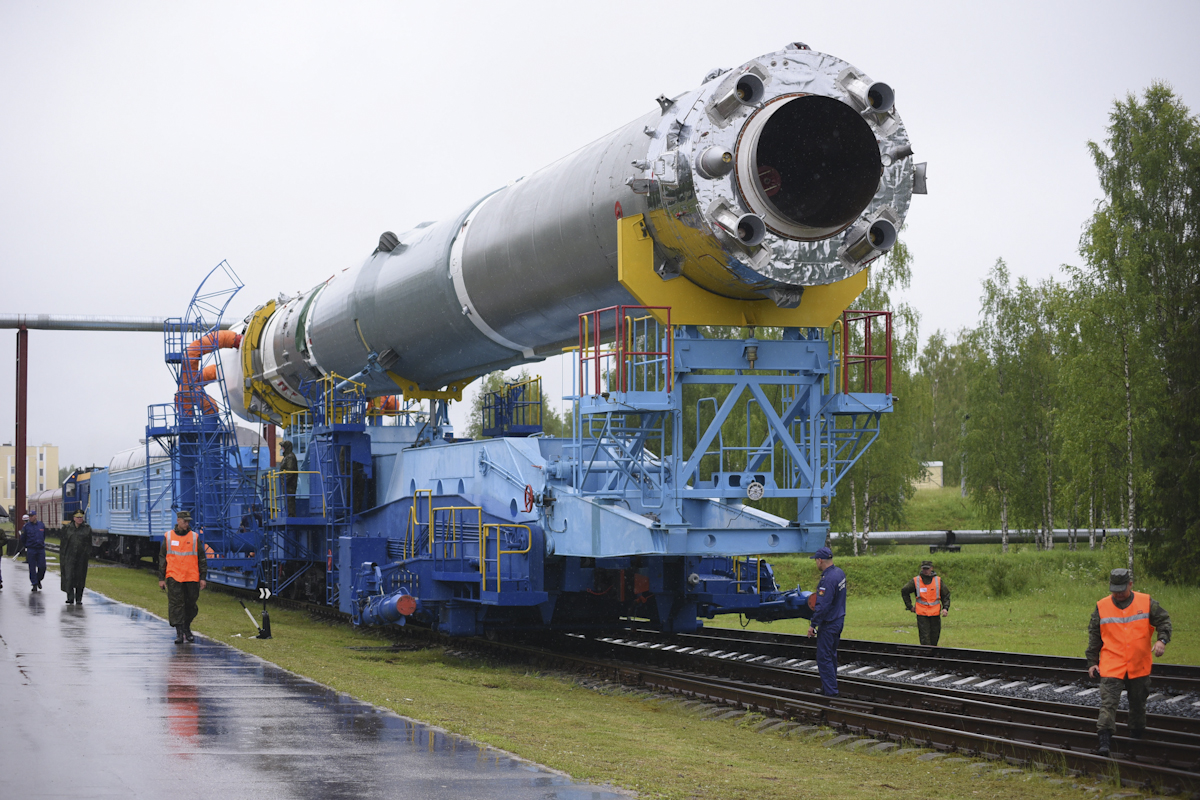
Четыре сопла двигателя РД-0110Р окружают большое одиночное сопло двигателя НК-33 на первой ступени Союза-2.1в.

Отличительной особенностью РД-0110Р является увеличенный удельный импульс тяги в пустоте, полученный за счет увеличения геометрической степени расширения сопел камер, отклоняемых на угол ± 45°.
Производится на Воронежском механическом заводе.

## История
В мае 2010 года в Конструкторском бюро химавтоматики приступили к экспериментальной отработке жидкостного ракетного двигателя РД-0110Р, главным конструктором которого стал Горохов В. Д. Экземпляр двигателя, установленный на огневом стенде, прошёл комплексную проверку в условиях «холодных» проливок по отработке запуска без воспламенения компонентов топлива в газогенераторе и камерах сгорания.
18 апреля 2011 года проведено первое успешное огневое испытание двигателя. Штатный экземпляр двигателя, установленный на огневом стенде, прошёл комплексную проверку по отработке запуска и работе на номинальном режиме.
15 июня 2012 года успешно проведено огневое испытание РД-0110Р с качанием камер сгорания. Главной целью испытания длительностью 280 секунд было подтверждение работоспособности двигателя на номинальном режиме после проведённых ранее в «ЦСКБ-Прогресс» виброиспытаний, имитировавших вибронагрузки от мощного двигателя НК-33.
22 ноября 2012 года проведено огневое испытание, которым завершена наземная экспериментальная отработка двигателя, включающая сравнительные, доводочные и завершающие доводочные испытания РД-0110Р.
28 декабря 2013 года состоялось первое лётное испытание двигателя в составе ракеты космического назначения «Союз-2.1в», доставившей на целевую орбиту научный спутник «Аист».